# Macrodontogobius wilburi
Macrodontogobius wilburi är en fiskart som beskrevs av Herre, 1936. Macrodontogobius wilburi ingår i släktet Macrodontogobius och familjen smörbultsfiskar. Inga underarter finns listade i Catalogue of Life.